# Барі (мова)
Барі — мова, що належить до ніло-сахарської макросімʼї, кір-аббайської сімʼї. Поширена в Південному Судані (штат Центральна Екваторія) та Уганді (Північна область).

## Писемність
Мова барі користується латинським алфавітом. В минулому були спроби використовувати також арабське письмо.

### Латинське письмо
Латинське письмо для мови барі використовується з 1927 року. Одна за версій абетки має наступний вигляд.
| A a | B b | ʼB ʼb | D d | ʼD ʼd | E e | Ɛ ɛ | G g | I i | Ɪ ɪ | Y y | ʼY ʼy | J j | K k | L l |
| --- | --- | ----- | --- | ----- | --- | --- | --- | --- | --- | --- | ----- | --- | --- | --- |

| M m | N n | Ny ny | Ŋ ŋ | O o | Ɔ ɔ | Ö ö | P p | R r | S s | T t | U u | Ʊ ʊ | W w | ʼ |
| --- | --- | ----- | --- | --- | --- | --- | --- | --- | --- | --- | --- | --- | --- | - |

| H h |
| --- |

### Арабське письмо
У часи, коли Південний Судан і Судан становили єдину державу, розроблялась арабська абетка для мови барі та інших місцевих мов. Вибір саме арабської графіки пояснювався тим, що це сприятиме єдності держави, оскільки державною мовою була арабська. З метою розробки нового алфавіту було створено групу, яку очолив Халіл М. Асакір, — лінгвіст з Каїрського університету. Ця група працювала в суданських провінціях Бахр ель-Газаль та Екваторія, і в 1960 році випустила книги мовами дінка, занде, барі, мору, латука, написані арабським письмом. У той же час у провінції Верхній Ніл розробкою арабського письма для мов шіллук, ачолі та ануак займався лінгвіст Гарві Гукстра (Harvey Hoekstra). У 1960-их роках суданська група на чолі з Юсіфом аль-Халіфа Абу-Бакром та Гарві Гукстра ухвалила рішення про використання стандартизованого арабського письма для мов півдня Судану.

## Додаткові джерела і посилання
- Частина Книги Буття мовою барі (латинська абетка).
- «Kitap kwakwaset. / Bari prayer book».